# Donald J. Tyson

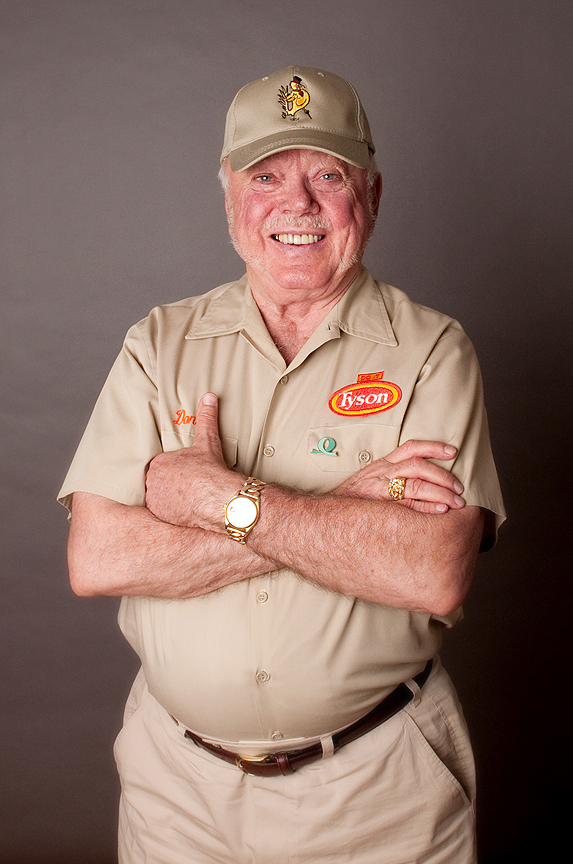

Donald J. Tyson (21 de abril de 1930 - 6 de janeiro de 2011) foi um empresário norte-americano, presidente e CEO da Tyson Foods durante a ascensão da empresa ao topo do setor de alimentos mundial.